# Nette (Bournègue)
Die Nette ist ein Fluss in Frankreich, der in der Region Nouvelle-Aquitaine verläuft. Sie entspringt im Gemeindegebiet von Boisse, entwässert generell in südlicher Richtung und mündet nach sieben Kilometern im Gebiet der Gemeinde Saint-Quentin-du-Dropt als rechter Nebenfluss in die Bournègue. Auf ihrem Weg durchquert die Bournègue die Départements Dordogne und Lot-et-Garonne.

## Orte am Fluss
- Boisse,
- Cavarc,
- Monmarvès,
- Saint-Quentin-du-Dropt